# Atolwijk
De Atolwijk is een stadsdeel van Lelystad. Het stadsdeel heeft een oppervlakte van 2,57 km² en telt 9347 inwoners, waarvan 4658 mannen en 4689 vrouwen. In de Atolwijk staan 3934 huizen, waarvan 2583 koophuizen (66%) en 1213 huurhuizen (34%). Van de huizen in het stadsdeel zijn er 90 leegstaande huizen (2,3%). In de Atolwijk is de gemiddelde WOZ-waarde €160.652,-.

## Demografie
| Leeftijd   | Aantal inwoners |
| ---------- | --------------- |
| 0-9 jaar   | 1157            |
| 10-19 jaar | 1005            |
| 20-29 jaar | 1207            |
| 30-39 jaar | 1229            |
| 40-49 jaar | 1264            |
| 50-59 jaar | 1222            |
| 60-69 jaar | 1397            |
| 70-79 jaar | 630             |
| 80-89 jaar | 205             |
| 90-99 jaar | 31              |

| Herkomst                         | Aantal inwoners |
| -------------------------------- | --------------- |
| Uit Nederland                    | 5894            |
| Uit andere westerse landen       | 811             |
| Uit de Nederlandse Antillen      | 190             |
| Uit Marokko                      | 659             |
| Uit Suriname                     | 459             |
| Uit Turkije                      | 819             |
| Uit overige niet westerse landen | 514             |